# Brandon (Wisconsin)
Brandon – wieś w Stanach Zjednoczonych, w stanie Wisconsin, w hrabstwie Fond du Lac.
Z Brandon pochodzi Laura Ramsey, amerykańska aktorka.